# Station Noorderkempen

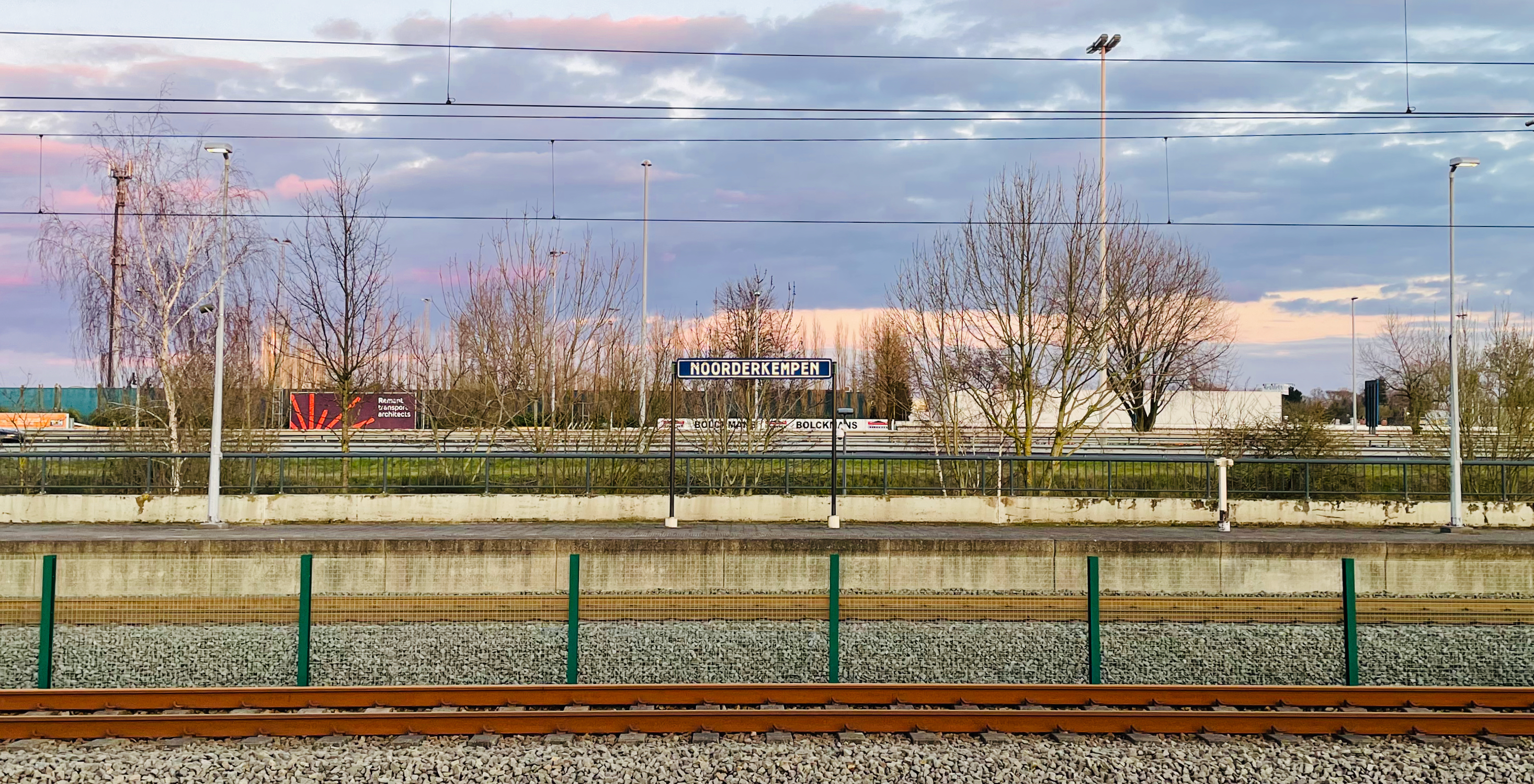
Stationsnaambord op een perron

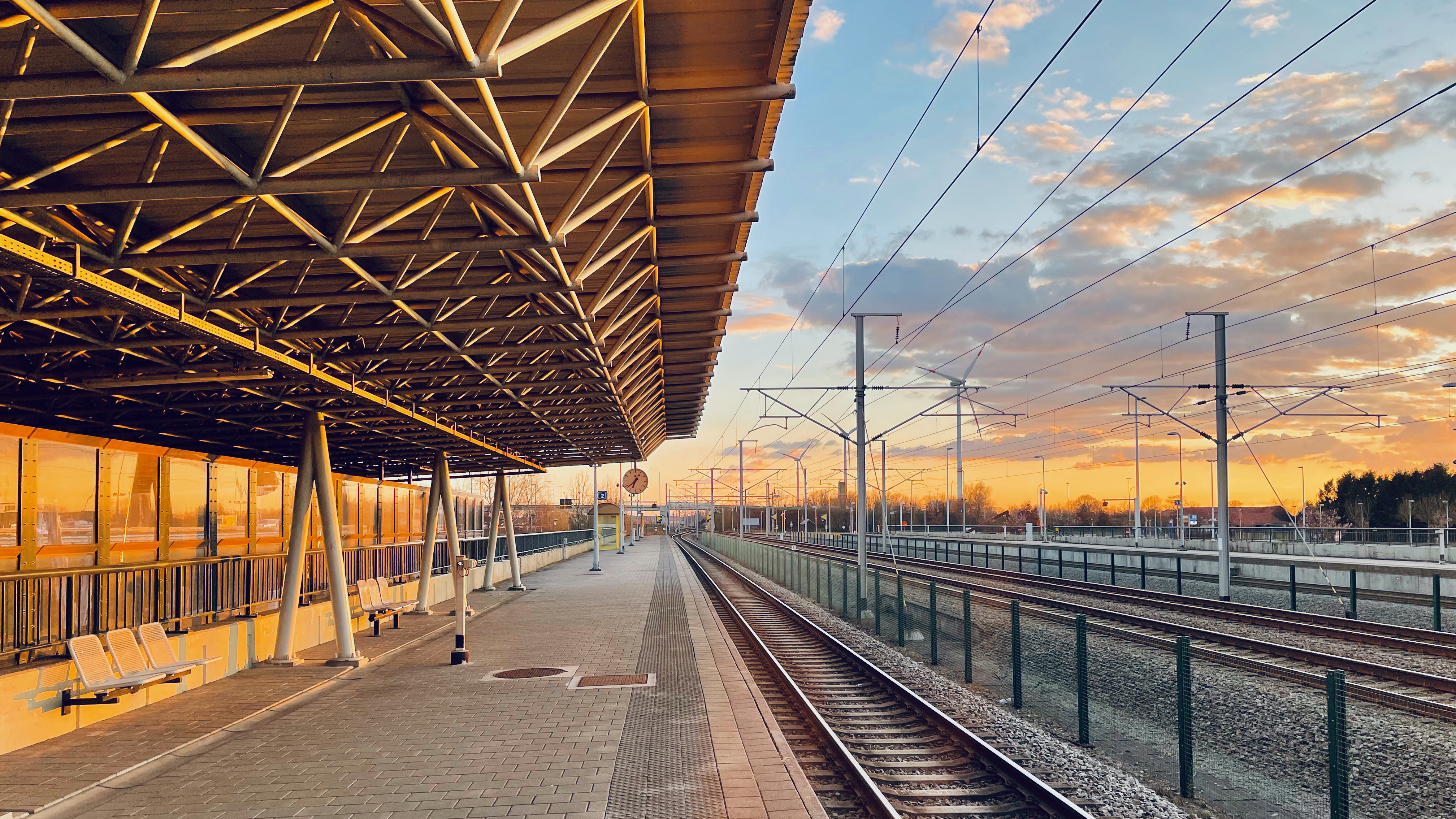
Perron 2 van het station

Station Noorderkempen is een spoorwegstation in de Antwerpse gemeente Brecht gelegen aan de hogesnelheidslijn Schiphol - Antwerpen (waarvan het Belgische deel HSL 4 of HSL Noord wordt genoemd), 16 kilometer ten zuiden van de grens met Nederland. Het station werd op 29 mei 2009 geopend, de eerste treinen tussen Noorderkempen en Antwerpen-Centraal reden op 15 juni 2009.
Middels dit station is het noordelijk deel van de Kempen vanuit Antwerpen beter bereikbaar per trein. Reizigers kunnen in Brecht overstappen op de bussen van De Lijn.

## Geschiedenis
Vanaf september 2007 zouden er shuttletreinen gaan rijden tussen Noorderkempen en Antwerpen-Centraal. Die datum werd niet gehaald. Latere deadlines evenmin. Eén daarvan werd genoemd door de minister van Ambtenarenzaken en Overheidsbedrijven Inge Vervotte, die zich er sterk voor maakte dat eind juni 2008 de juridische toelating afgerond zou zijn en dus zomer 2008 de pendeldienst zou kunnen starten. Deze datum werd reeds in januari door de spoorwegen zelf in twijfel getrokken.
De oorzaak van de vertraging lag bij de juridische toelating van de Europese beveiligingssoftware ETCS, die geïnstalleerd moest worden op de door de NMBS bestelde locomotieven. "De NMBS heeft al het mogelijke gedaan om tot een tussentijdse oplossing zonder ETCS te komen, maar dat bleek niet haalbaar", aldus staatssecretaris Bruno Tuybens. Uiteindelijk werd ETCS in M6-stuurrijtuigen ingebouwd en toegelaten. Het resultaat is een unieke samenstelling van Type 13-locomotieven die steeds omkaderd moeten zijn door dergelijke stuurrijtuigen. Later zijn de Belgische MS08 desiro treinstellen gaan rijden die wel geschikt voor ETCS niveau 1. Deze treinstellen kunnen niet doorrijden naar Breda, daar op het Nederlandse deel van de hogesnelheidslijn alleen treinen met ETCS niveau 2 kunnen rijden, naast andere technische vereisten.
Ook aan Nederlandse kant was men niet klaar om de HSL in gebruik te nemen. Op 1 april 2008 gaf minister Camiel Eurlings in een brief aan de Tweede Kamer aan dat hij in oktober 2008 de HSL-Zuid in gebruik wilde nemen, door te starten met commercieel vervoer tussen Amsterdam en Rotterdam, en dat internationaal vervoer vanaf mei 2009 mogelijk zou zijn. Wanneer dit internationaal vervoer van start gaat zouden er ook treinen gaan rijden tussen Brussel, Antwerpen, Breda en Den Haag, met een stop in Noorderkempen. De latere minister Melanie Schultz van Haegen had dat zelfs als voorwaarde gesteld voor de goedkeuring die zij moest geven voor de rechtstreekse treindienst Amsterdam - Brussel. Binnenlands vervoer tussen Noorderkempen en Antwerpen is gestart op 15 juni 2009. Sinds 13 december 2009 rijden doorgaande Eurostar-treinen door het station Noorderkempen heen.
In december 2012 kwam de Nederlandse staatssecretaris voor Spoor, Wilma Mansveld, samen met de NMBS en NS Hispeed overeen dat er vanaf 8 april 2013 dagelijks acht Fyra's – zonder toeslag en reserveringsplicht – zouden gaan rijden tussen Breda en Antwerpen-Centraal met een stop in station Noorderkempen. Dit was een voorwaarde die gesteld werd voor de start van de Fyra-treindienst tussen Amsterdam Centraal en Brussel-Zuid. Sinds het stopzetten van de internationale Fyra, naar aanleiding van de problemen met de V250-treinstellen, was er nog geen verbinding tussen station Noorderkempen en Nederland.
Sinds maandag 9 april 2018 rijdt de vernieuwde Beneluxtrein via de HSL-zuid met een stop op station Noorderkempen. Hierdoor heeft station Noorderkempen een directe doorgaande verbinding gekregen met Breda en Antwerpen-Centraal, zoals eerder het plan was.

## Stationscomplex
Het station bestaat uit twee zijperrons, overkapt door een metalen constructie. Oorspronkelijk was deze overkapping niet voorzien, maar door druk die werd uitgeoefend door lokale politici om van Brecht een volwaardig treinstation te maken, is uiteindelijk "een dak" boven op het reeds afgewerkte station gebouwd. Om de wind geen vrij spel te geven zijn op bepaalde plaatsen windschermen opgetrokken. De twee perrons zijn met elkaar verbonden door een tunnel. De onderdoorgang is, naast de reguliere trap, eveneens toegankelijk via "een zachte helling". Dit maakt onder meer mogelijk dat rolstoelgebruikers er gebruik van kunnen maken.
Het loketgebouw bevindt zich onder de vergrote luifel van perron 1, aan de noordwestzijde van de spoorlijn. Het is een soort container, bestaande uit loket (met bijhorende wachtruimte) en dienstlokalen. Aan deze zijde bevindt zich ook de busterminal. Het bestaat uit 5 "kaaien" met elk een bushokje. Tevens is er voorzien in een dienstgebouwtje voor het personeel van De Lijn.
In beide vleugels huist een fietsenstalling (ongeveer 110 plaatsen aan elke kant). Naast de halte is ook in een parking voorzien (ongeveer 300 plaatsen).
Sinds 1 maart 2024 is het loket van dit station enkel in de week geopend tussen 7.15 en 14.30 uur.

### Spoorindeling
Het station heeft twee sporen aan zijperrons en twee sporen daartussen voor doorgaande treinen, die op volle snelheid passeren.
| Spoor     | Richting                                                                                               |
| --------- | --- |
| spoor 1   | Breda (NL), Rotterdam Centraal                                                                         |
| doorgaand | Rotterdam Centraal (NL), Amsterdam Centraal                                                            |
| doorgaand | Antwerpen-Centraal, Brussel-Zuid                                                                       |
| spoor 2   | Antwerpen-Centraal, Mechelen, Brussels Airport-Zaventem, Brussel-Noord, Brussel-Centraal, Brussel-Zuid |

## Treindienst

### Internationaal
| Serie      | Treinsoort                    | Route | Bijzonderheden                |
| ---------- | ----------------------------- | --- | ----------------------------- |
| 9200 IC 35 | EuroCity, Beneluxtrein (NMBS) | Rotterdam Centraal – Breda – Noorderkempen – Antwerpen-Centraal – Mechelen – Brussels Airport-Zaventem – Brussel-Noord – Brussel-Centraal – Brussel-Zuid | Via HSL Schiphol - Antwerpen. |

### Nationaal
| Serie | Treinsoort               | Route                              | Bijzonderheden |
| ----- | ------------------------ | ---------------------------------- | --- |
| S 35  | S-trein Antwerpen (NMBS) | Antwerpen-Centraal – Noorderkempen | Rijdt niet in het weekend. Rijdt 1× per uur, zorgt samen met de Beneluxtrein voor 2 treinen per uur tussen Antwerpen-Centraal en Noorderkempen. |

## Busdienst
De bussen van De Lijn ontsluiten de hele streek. Vanaf juni 2009 geeft de buslijn 440 Essen - Herentals in beide richtingen aansluitingen op de trein. Vanaf september 2009 bedienen meer buslijnen het station en kwamen verschillende sneldiensten op de snelweg te vervallen. De combinatie trein en bus is sneller voor bestemmingen zoals Hoogstraten. Met de nieuwe dienstregeling in september 2012 rijden er nog nauwelijks bussen van Essen naar Noorderkempen. Buslijn 440 bleef behouden, maar richtte zich vooral op vervoer van scholieren. Op andere tijdstippen was een belbus beschikbaar, later hernoemd tot flexbus. Richting Herentals is er vanuit Brecht sinds september 2012 geen verbinding meer.
In 2025 werd de dienstregeling opnieuw grondig gewijzigd. Lijn 432 (Brecht - Arendonk) werd gewijzigd en hernoemd tot lijn 43b en lijn 440 (Brecht - Oostmalle) tot lijn 59. De vroegere lijnen 600 en 602 (naar respectievelijk Meerle en Meer) zijn samengevoegd en in twee delen geknipt bij station Noorderkempen. Het traject richting Antwerpen wordt bediend door lijn 60 en richting Hoogstraten, Meer, Meerle en Meersel door lijn 69. Het aanbod naar Loenhout werd sterk afgebouwd: lijn 436 die elk uur reed werd eerst hernoemd naar lijn 68 en later zonder alternatief gereduceerd tot lijn 680 met één rit per weekdag.
| Buslijn | Traject                                      | Dienstregeling                                                                     |
| ------- | -------------------------------------------- | ---------------------------------------------------------------------------------- |
| 43b     | Brecht Station - Arendonk                    | Dagelijks: 1×/u, zaterdagavond en zondag maar tot Turnhout Markt                   |
| 59      | Brecht Station - Oostmalle                   | Maandag t.e.m. zaterdag: 1x/u                                                      |
| 60      | Brecht Station - Antwerpen                   | Maandag t.e.m. zaterdag: 2x/u, meer in de spits; avond en zondag: 1x/u             |
| 69      | Brecht Station - Hoogstraten - Meersel-Dreef | Maandag t.e.m. zaterdag: 2x/u (waarvan 1x tot Meersel-Dreef); avond en zondag 1x/u |
| 680     | Brecht Biest - Brecht Station - Loenhout     | Schooldagen behalve woensdag: 1 bus in de namiddag                                 |

## Reizigerstellingen
De grafiek en tabel geven het gemiddeld aantal instappende reizigers weer op weekdagen, zaterdag en zondag.
| Tabel: aantal instappende reizigers station Noorderkempen | Tabel: aantal instappende reizigers station Noorderkempen | Tabel: aantal instappende reizigers station Noorderkempen | Tabel: aantal instappende reizigers station Noorderkempen |
|                                                           | Weekdag                                                   | Zaterdag                                                  | Zondag                                                    |
| --------------------------------------------------------- | --------------------------------------------------------- | --------------------------------------------------------- | --------------------------------------------------------- |
| 2009                                                      | 696                                                       | -                                                         | -                                                         |
| 2010                                                      | -                                                         | -                                                         | -                                                         |
| 2011                                                      | -                                                         | -                                                         | -                                                         |
| 2012                                                      | 960                                                       | 252                                                       | 410                                                       |
| 2013                                                      | 810                                                       | 304                                                       | 516                                                       |
| 2014                                                      | 961                                                       | 285                                                       | 478                                                       |
| 2015                                                      | 965                                                       | 260                                                       | 494                                                       |
| 2016                                                      | 930                                                       | 1 044                                                     | 1 219                                                     |
| 2017                                                      | 1 365                                                     | 421                                                       | 825                                                       |
| 2018                                                      | 1 394                                                     | 443                                                       | 629                                                       |
| 2019                                                      | 1 237                                                     | 605                                                       | 481                                                       |
| 2020                                                      | 550                                                       | 225                                                       | 409                                                       |
| 2021                                                      | -                                                         | -                                                         | -                                                         |
| 2022                                                      | 800                                                       | 457                                                       | 567                                                       |
| 2023                                                      | 1 026                                                     | 665                                                       | 795                                                       |
| 2024                                                      | 1 582                                                     | 1 109                                                     | 1 401                                                     |

## Wandel- en fietsroute
Vanaf spoor 2 (zuidoostzijde van de spoorlijn) is er in zuidwestelijke richting een wandel- en fietsroute die het station verbindt met het dorp Brecht. Deze loopt eerst tussen de spoorlijn en de snelweg, en mondt dan via de Koetunnel onder de snelweg uit op een bedrijven- en voetbalterrein. Via een villawijk bereiken de treinreizigers het centrum van het dorp.

## Grenskosten
Voor wie vrij reist in Nederland en tussen stations in België zijn anno 2023 de kosten per enkele reis 2e klas over de grens via Noorderkempen €6,50 (via station Essen en via station Wezet (Visé) €2,50).

## Galerij

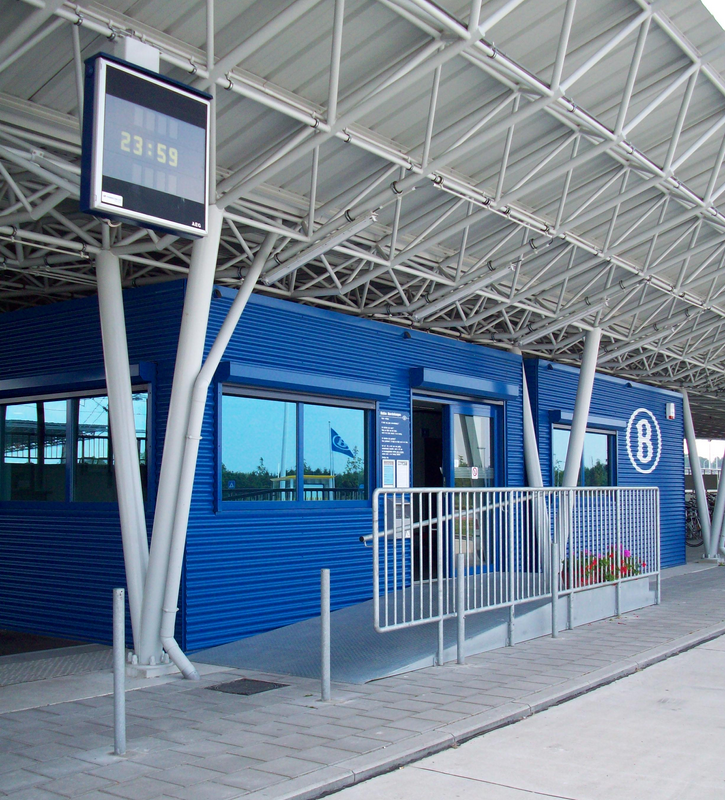
Dienst- en loketcontainer
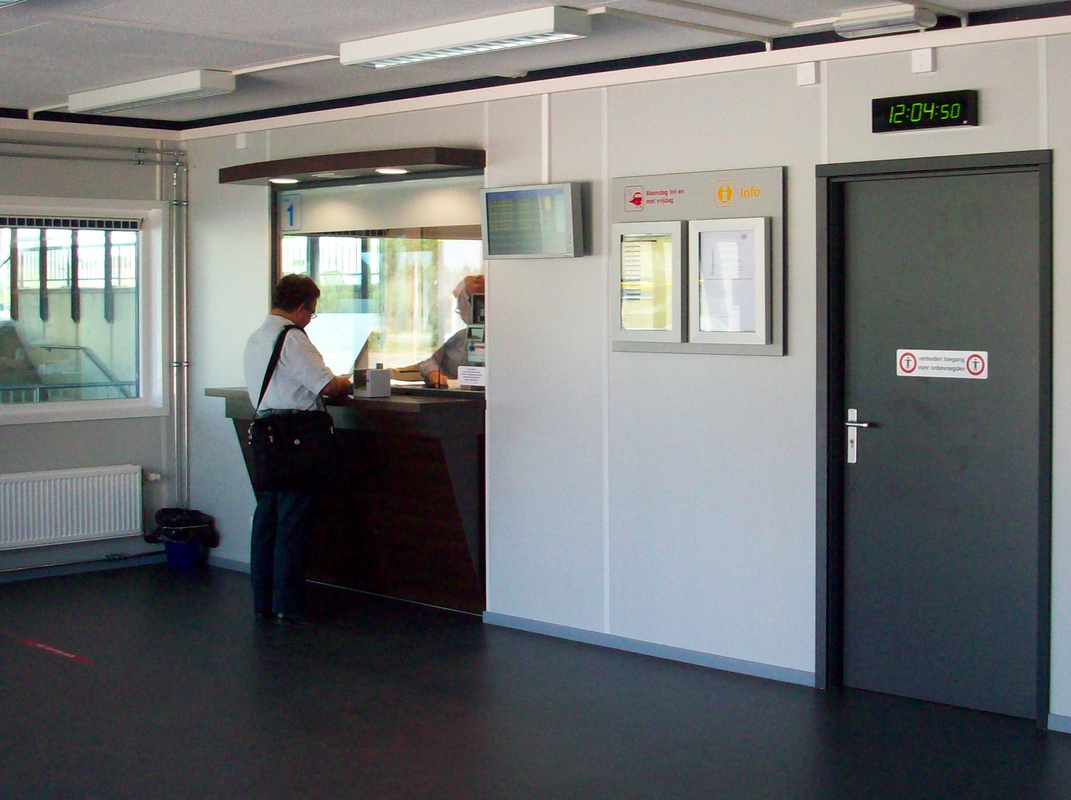
Loket
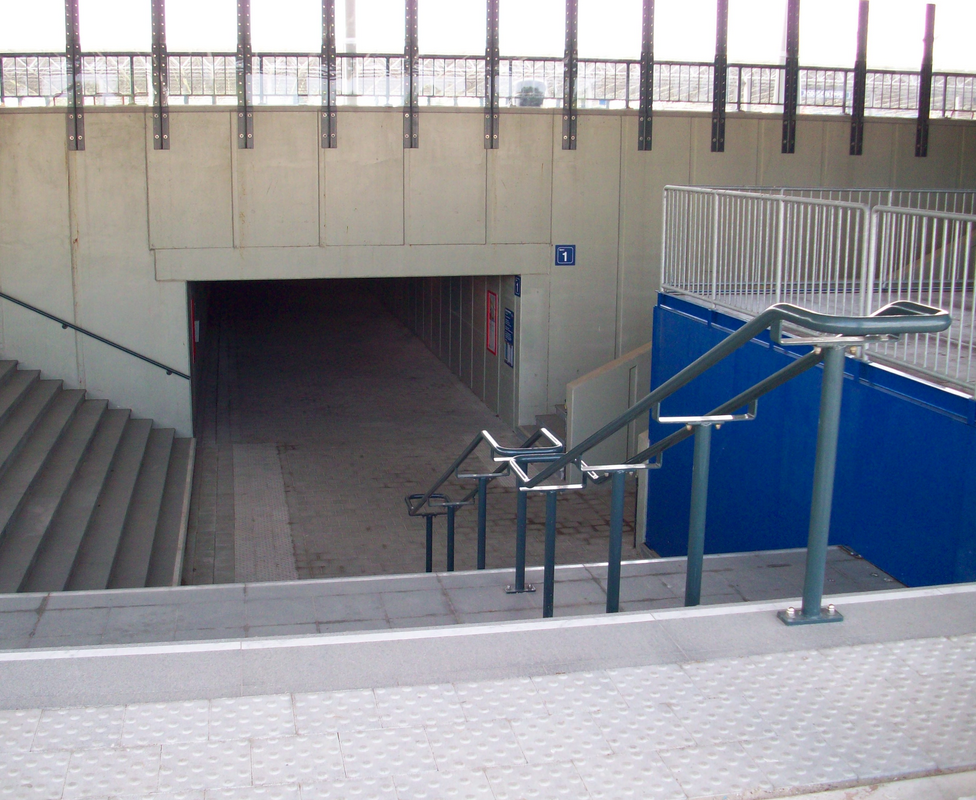
Toegang tot de verbindingstunnel
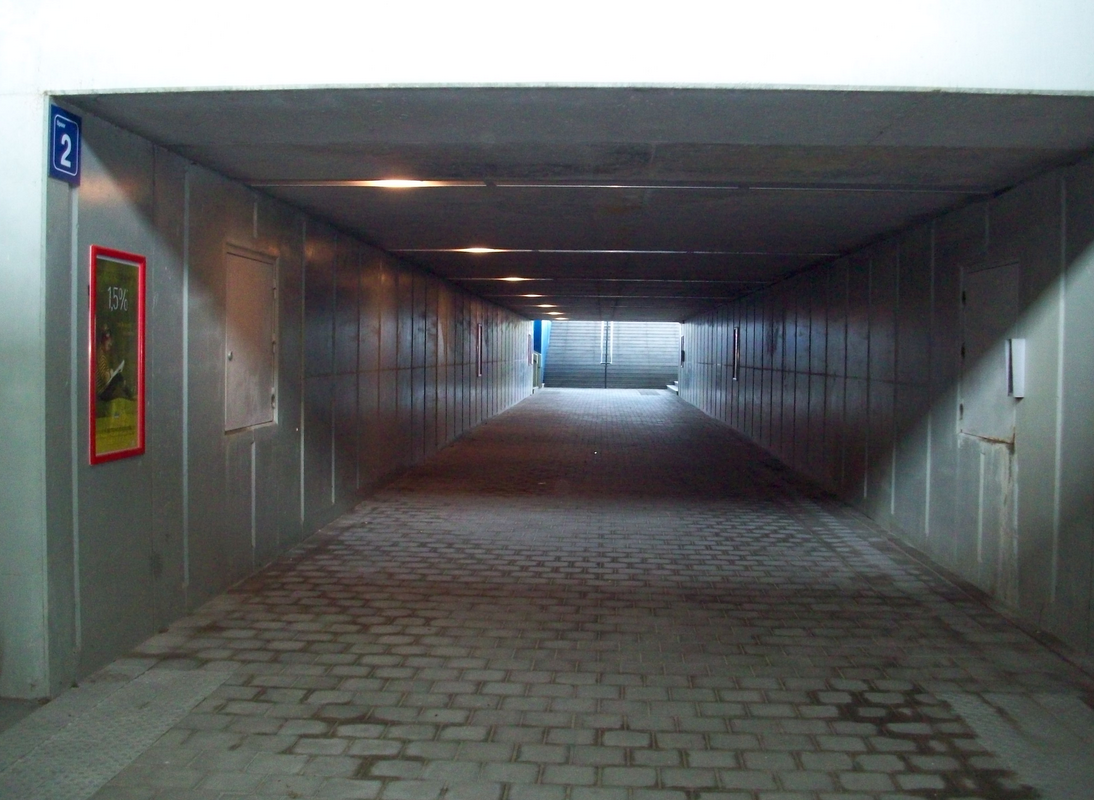
Verbindingstunnel onder de sporen
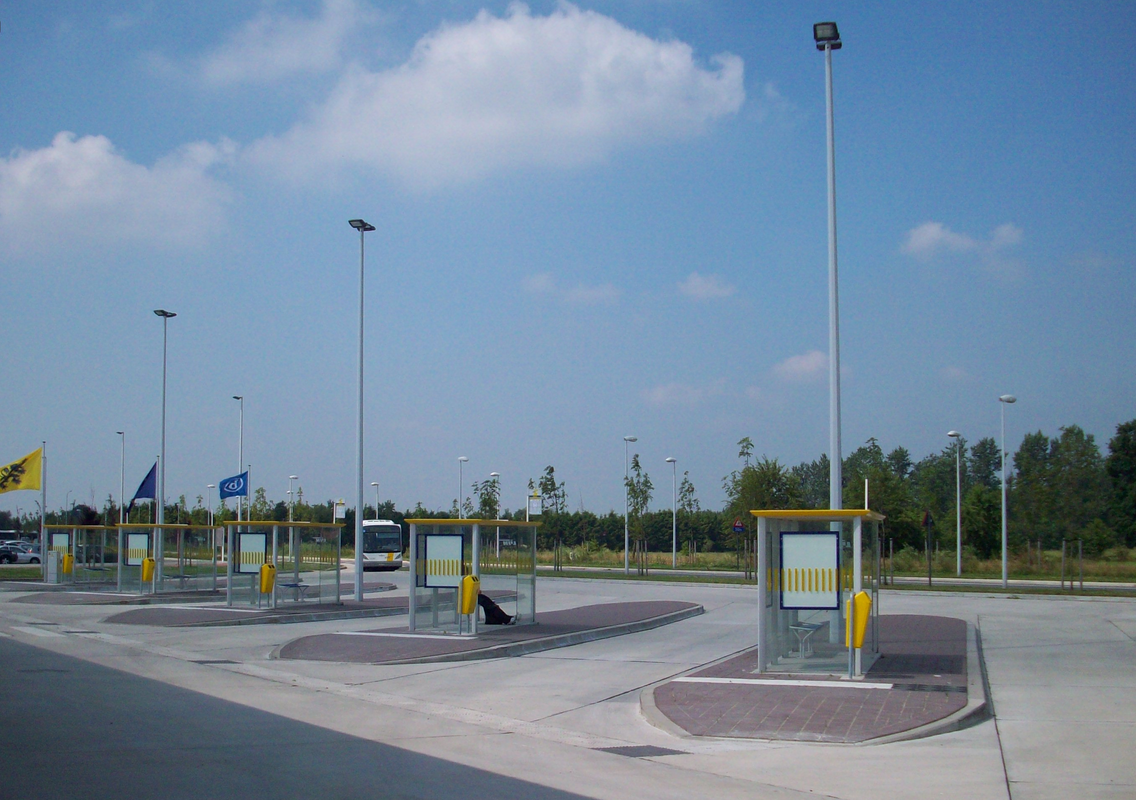
Busstation
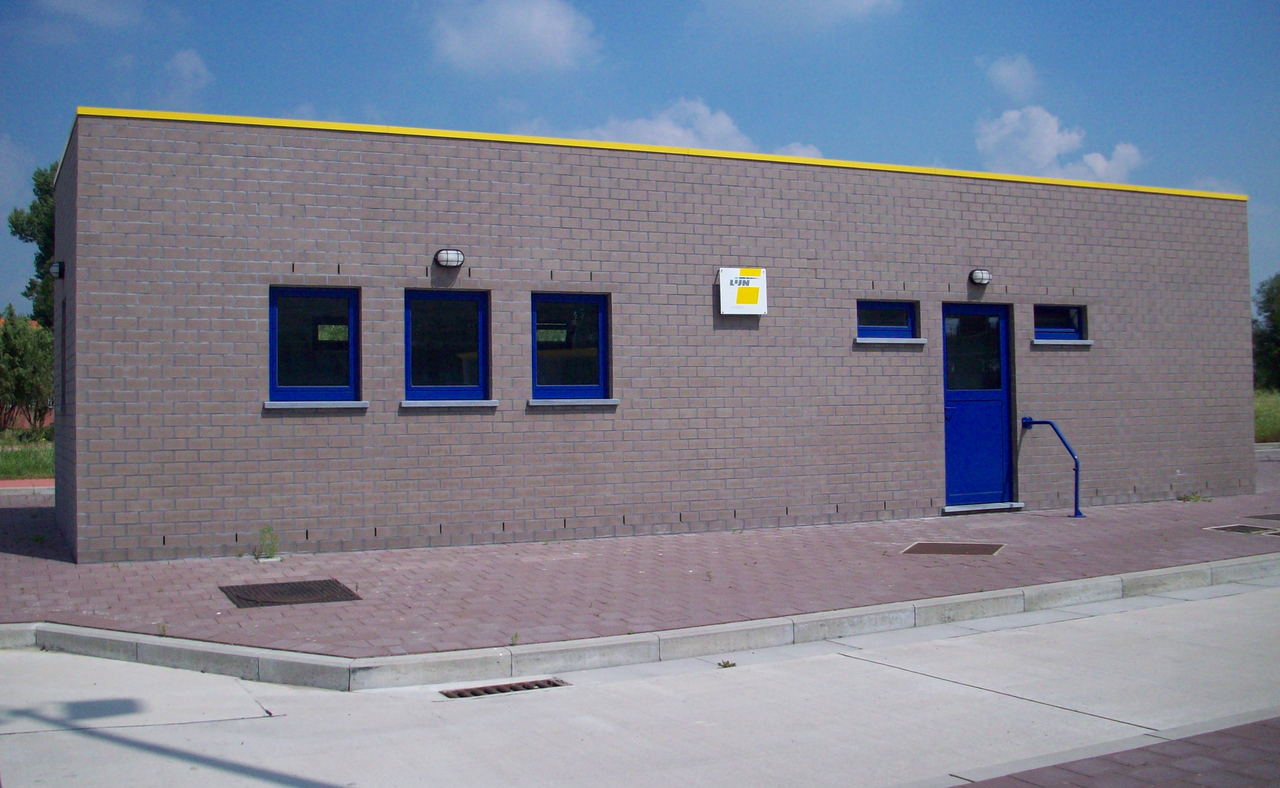
Dienstgebouw van De Lijn
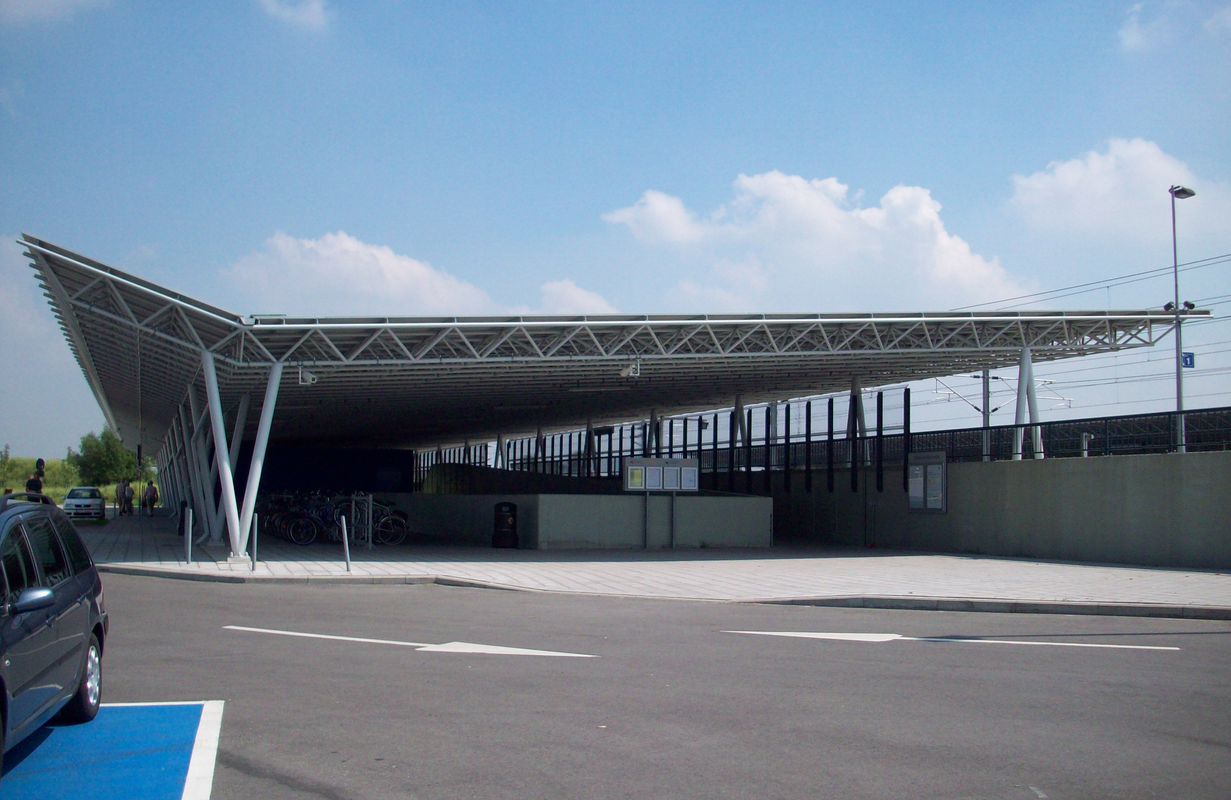
Overkapping perron 1
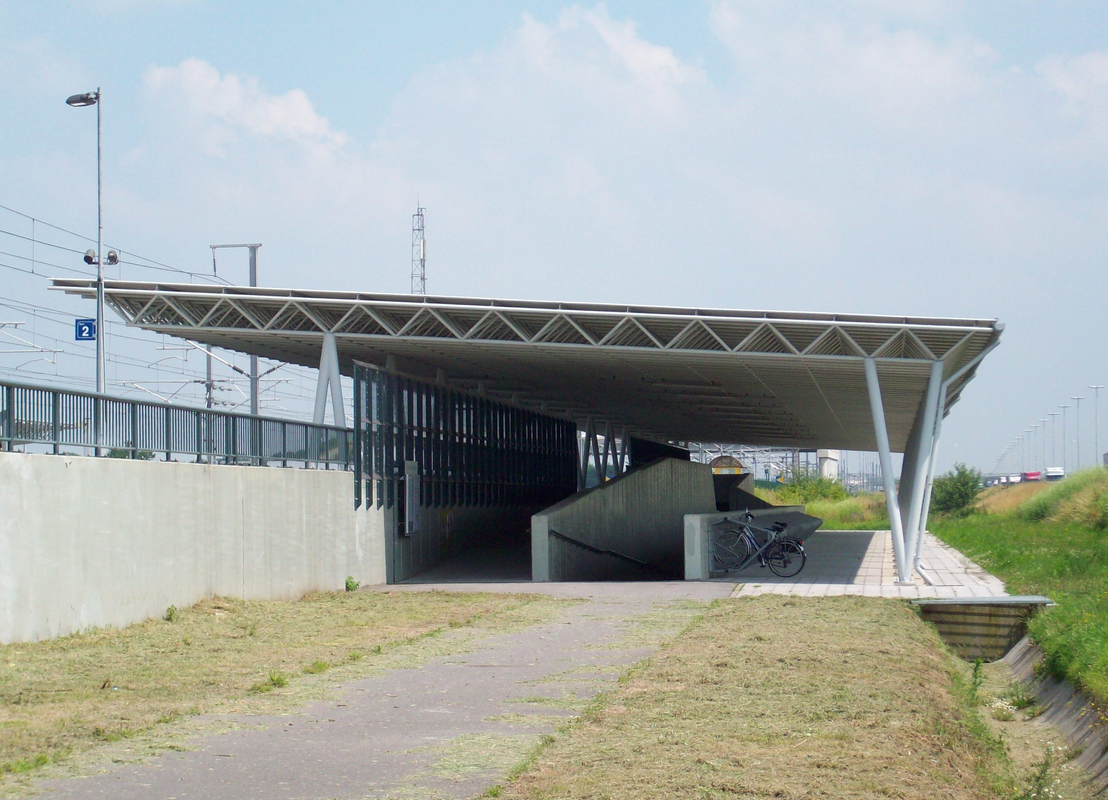
Overkapping perron 2
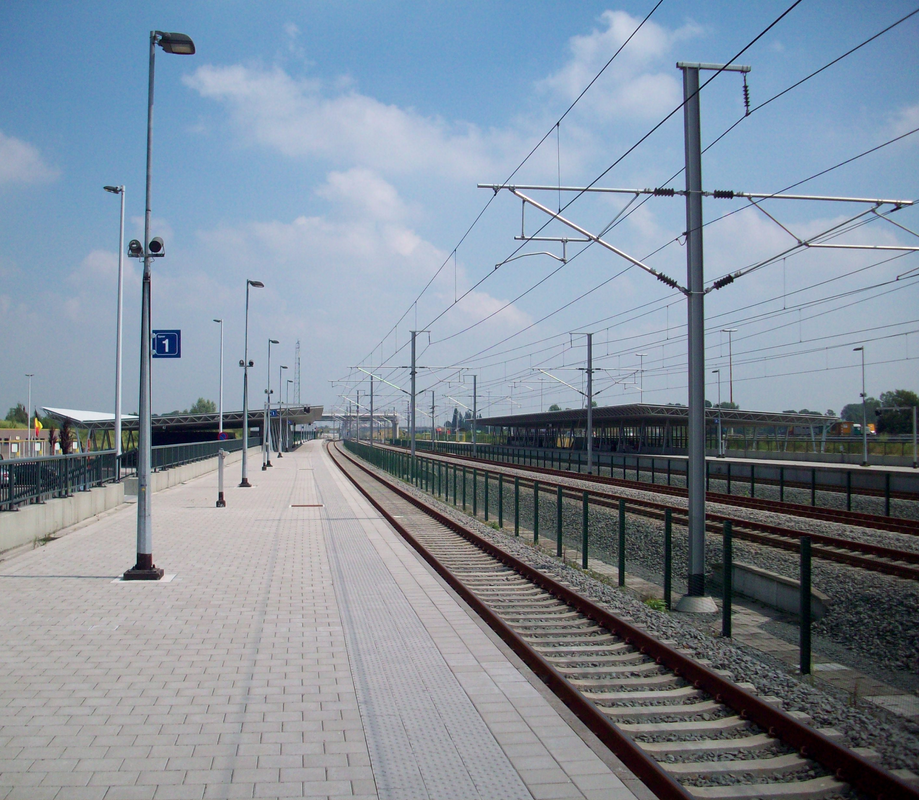
Zicht op het stationscomplex
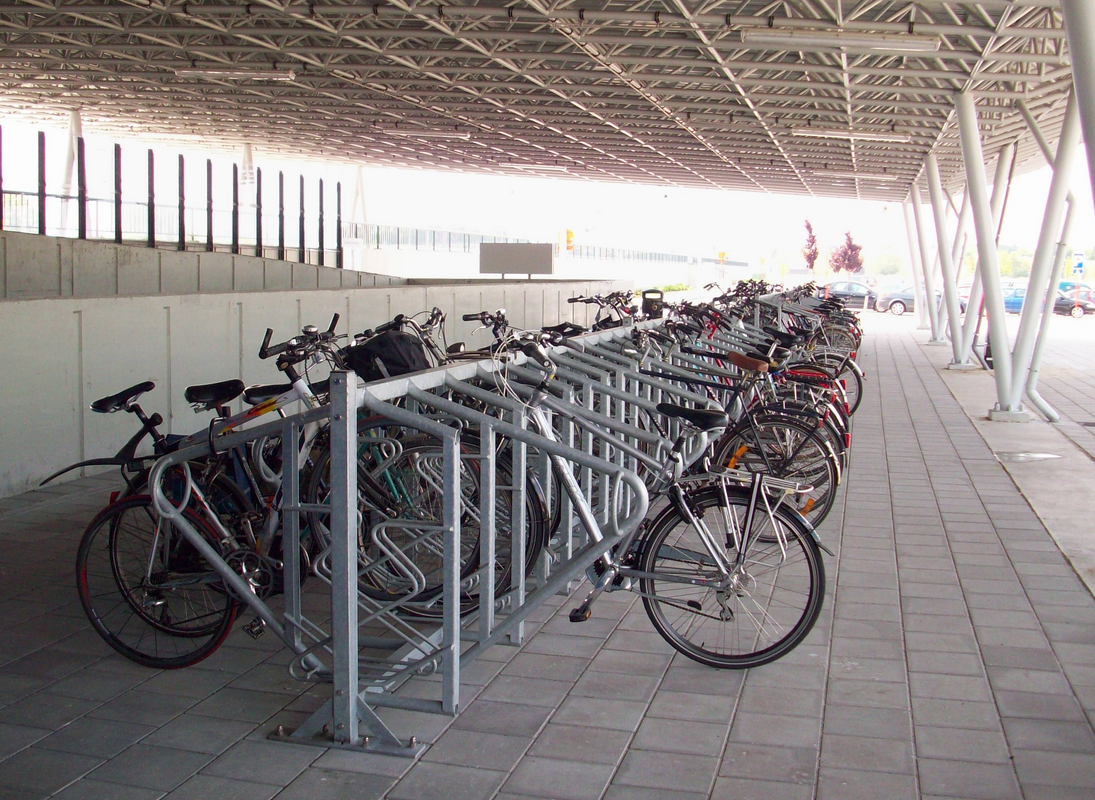
Fietsenstalling
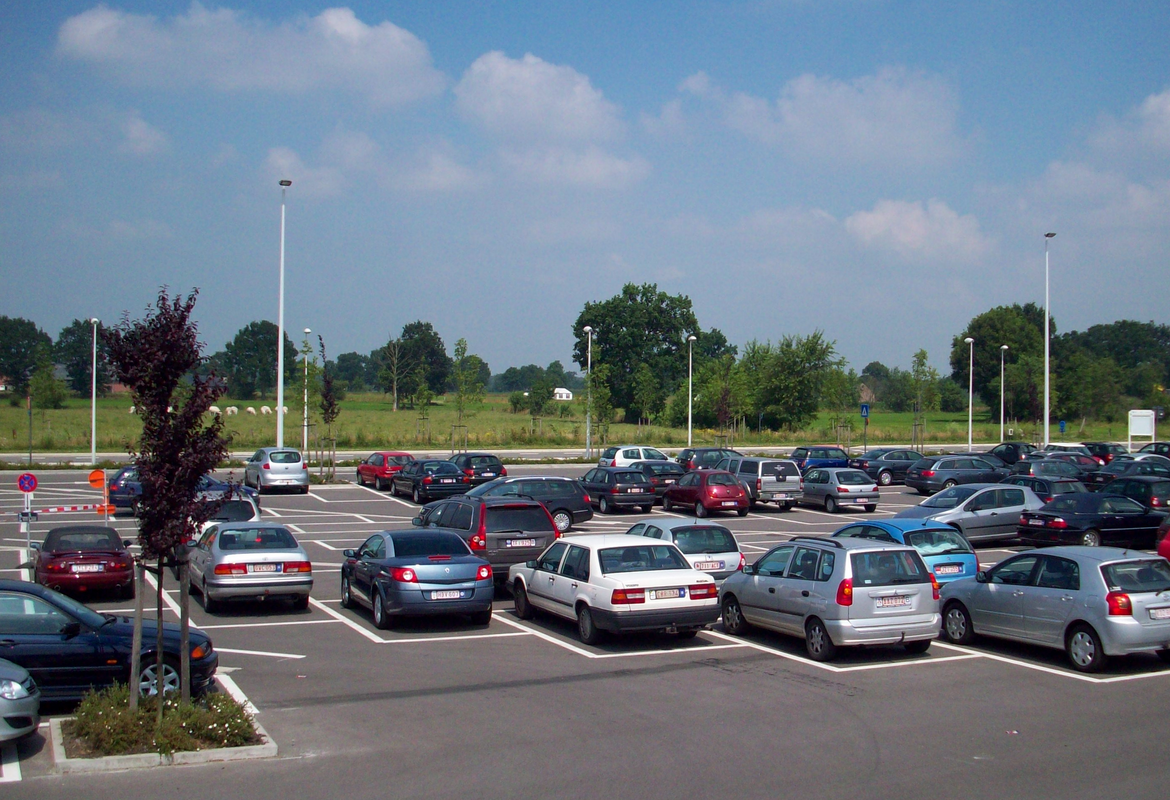
Parking
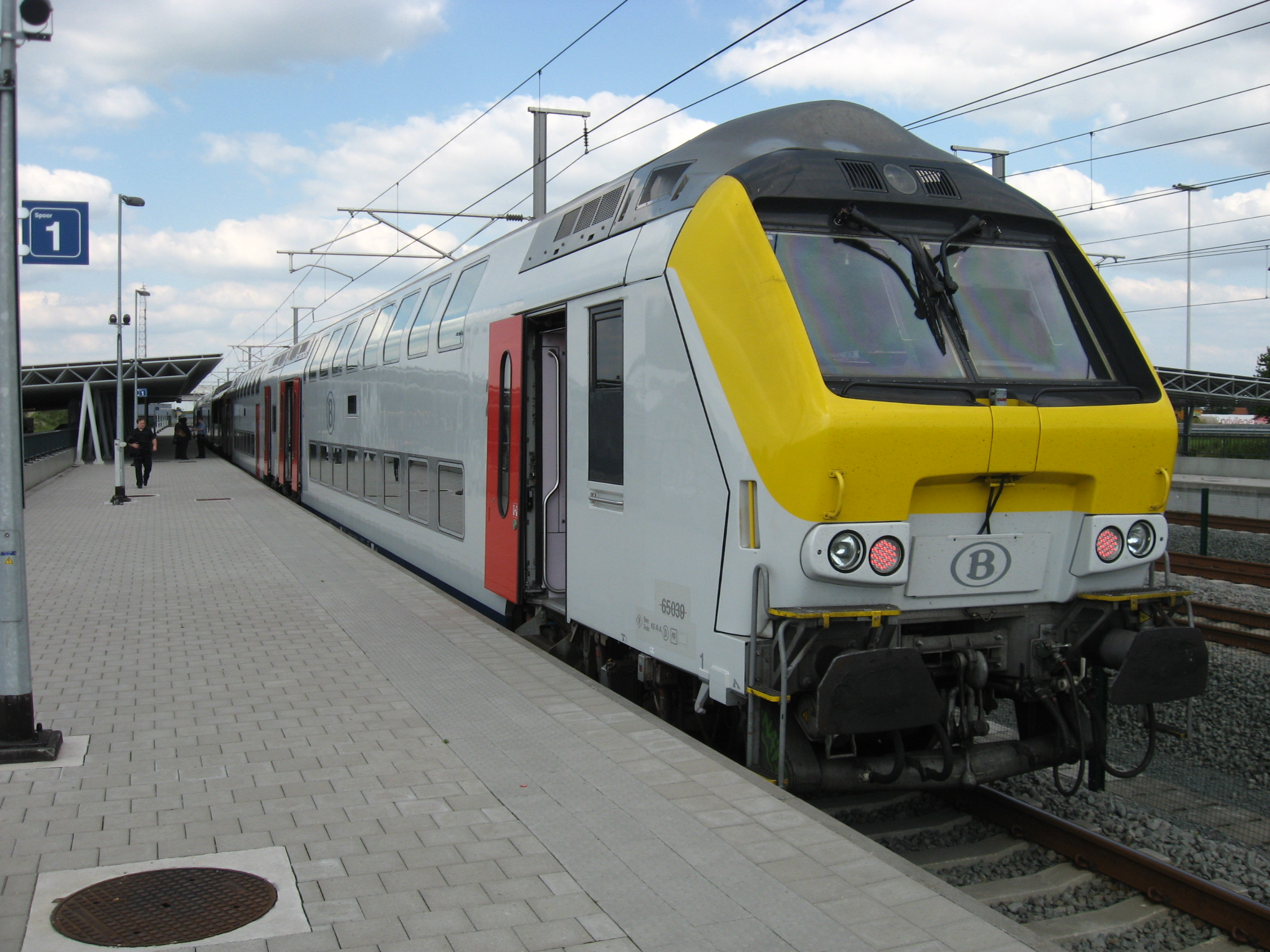
M6 trein op perron 1
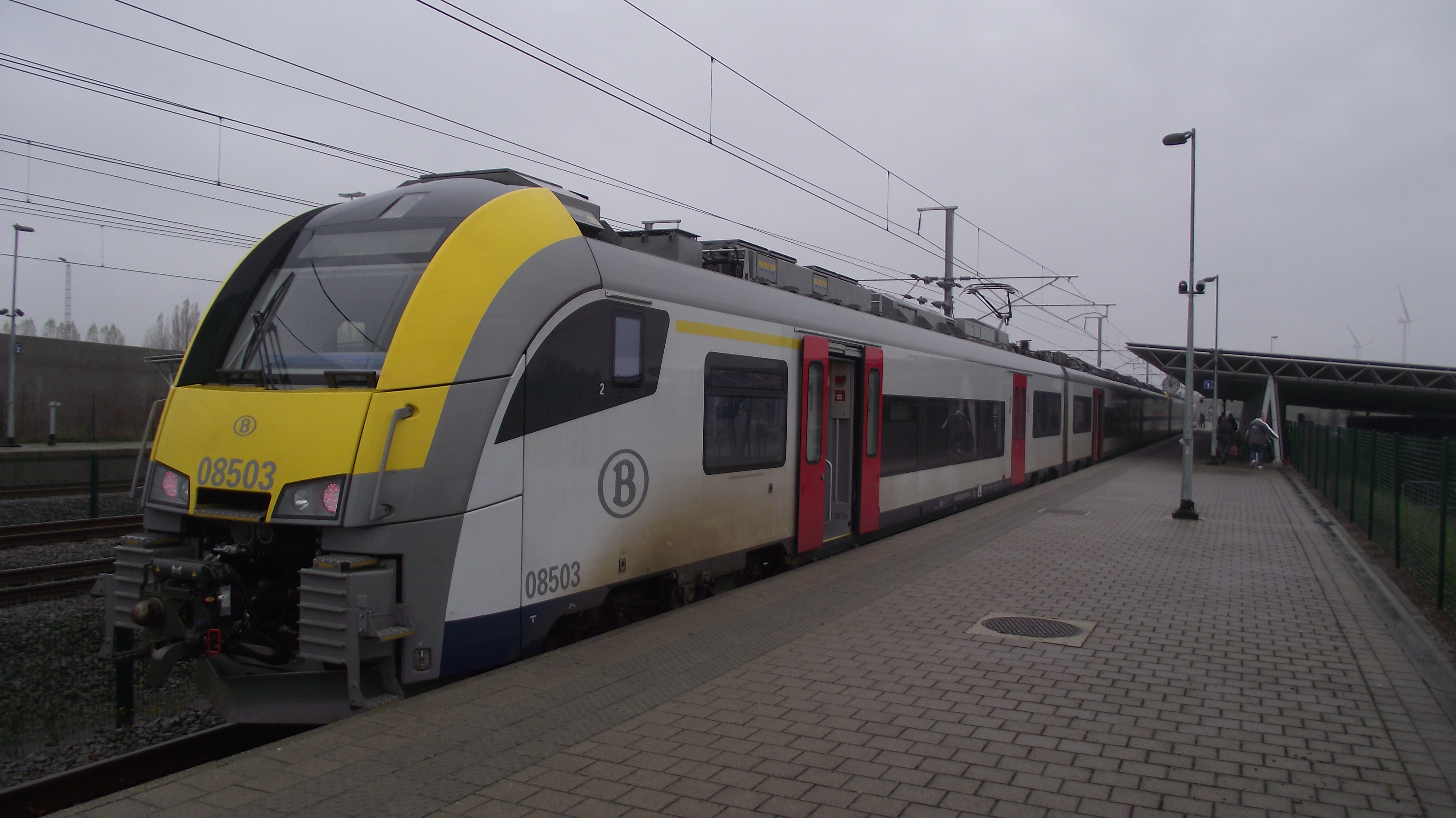
MS08 gekoppeld treinstel

Amsterdam Centraal · Schiphol Airport · Rotterdam Centraal · (Breda) · Noorderkempen · Antwerpen-Centraal